# 12 Victoria
Vittoria (dal latino Victoria, catalogato secondo la designazione asteroidale come 12 Victoria) è un grande asteroide della Fascia principale. È probabilmente composto da rocce silicate, nichel e ferro.
Victoria fu scoperto il 13 settembre 1850 da John Russell Hind, grazie al telescopio da 7 pollici dell'osservatorio privato di George Bishop (di cui era direttore) al Regents Park di Londra, Regno Unito.
Victoria è ufficialmente battezzato come la dea Romana della vittoria, ma il nome ricorda anche quello della regina Vittoria del Regno Unito. La dea Victoria (Nike per i greci, vedi 307 Nike) era figlia di Stige e del titano Pallante. La coincidenza del nome con quello della sovrana allora regnante causò all'epoca una piccola controversia. Benjamin Apthorp Gould, editore del prestigioso Astronomical Journal, adottò il nome Clio (usato ora per 84 Klio), proposto dallo stesso scopritore come alternativa. Tuttavia, William Cranch Bond, dell'Harvard College Observatory, allora la più alta autorità astronomica in America, considerò che la condizione mitologica era sufficiente e pertanto il nome era accettabile. Quest'ultima opinione finirà per prevalere.
L'interferometria a macchie del 1980 e le osservazioni radar del 1995 hanno mostrato che la forma di Victoria è allungata, e che quindi potrebbe trattarsi di un asteroide binario.
Tra il 1958 e il 1998, di Victoria sono state osservate tre occultazioni stellari.